# Casamance

Vlajka Casamance je podobná senegalské, je však na ní bílá barva, symbolizující rýži

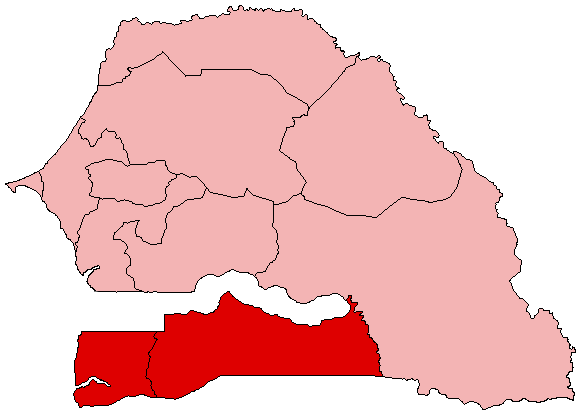
Mapa

Casamance (také Země Diolů) je region v jižní části Senegalu, oddělený od zbytku země územím Gambie. Má 21 350 kilometrů čtverečních a přes milion obyvatel, hlavním městem je Ziguinchor. Dělí se na administrativní regiony Ziguinchor (také Dolní Casamance) a Kolda (Horní Casamance, v roce 2008 se od něj oddělil nový region Sédhiou). Oblastí protéká stejnojmenná řeka.
Území bylo dlouho pod vlivem Portugalců ze sousední Guiney-Bissau, v roce 1886 připadlo Francii. V roce 1942 zde proběhlo velké povstání za nezávislost, které zobrazil Ousmane Sembène ve filmu Emitai. Roku 1960 se Casamance stalo součástí nezávislého Senegalu pod podmínkou, že za dvacet let dostane právo na odtržení. To se ale nesplnilo a počátkem osmdesátých let vypukly v regionu nepokoje, které vedla separatistická organizace MDFC (Hnutí demokratických sil Casamance), v jejímž čele stál katolický kněz Augustin Diamacoune Senghor (1928–2007). Důvody byly jak etnické – v Casamance se hovoří diolsky, kdežto ve zbytku Senegalu převládá wolofština – tak náboženské: Senegal je muslimská země, ale v Casamance žije hodně křesťanů. Casamance je také díky poměrně vlhkému klimatu producentem rýže, základní potraviny v oblasti, v severní části země se pěstují převážně arašídy. Roku 1984 centrální vláda rebelii vojensky potlačila, ale menší konflikty trvaly až do podepsání mírové smlouvy v roce 2004.